# کرونسموور
کرونسموور (به آلمانی: Kronsmoor) یک شهر در آلمان است که در اشتاینبورگ واقع شده‌است. کرونسموور ۱۹۲ نفر جمعیت دارد.